# Raymond Février
Pour les articles homonymes, voir Février (homonymie).
Raymond Février, né le 15 novembre 1920 à La Faurie et mort le 15 novembre 2021 à Meudon, est un scientifique et haut fonctionnaire français, ingénieur agronome de formation, zootechnicien, qui a été directeur général de l'Institut national de recherche agronomique (INRA) de 1975 à 1978, au terme d'une longue carrière de chercheur et d'administrateur commencée dès la création de cet organisme en 1946.

## Enfance et études
Né le 15 novembre 1920 à La Faurie (Hautes-Alpes), Raymond Février est le fils d’André Février.
Il effectue ses études secondaires aux lycées Ampère et du Parc à Lyon. Il se découvre alors une vocation de forestier. Pour intégrer l'École forestière de Nancy, il prépare, en 1939-1940, au lycée Pierre-de-Fermat de Toulouse le concours d'entrée à l'Institut national agronomique (INA) de Paris, qu'il obtient.
En 1942, à sa sortie de l'INA, il renonce aux débouchés du Génie rural et des Eaux et Forêts pour accepter une bourse de recherche financée par l’industrie naissante des aliments pour le bétail. Jusqu’à la fin 1944, il s’initie ainsi à la recherche zootechnique au sein du laboratoire annexé à la chaire du professeur André-Max Leroy à l’INA, pour conduire des travaux sur la production laitière et l’alimentation porcine dans plusieurs élevages de la région parisienne.

## Carrière à l'INRA
En 1946, il intègre dès sa création l'Institut national de la recherche agronomique (INRA), après avoir rejoint l'année précédente le Service de la recherche et de l'expérimentation.
Dans le contexte difficile de l’après-guerre, il est d’abord chargé de l’installation, dans le domaine forestier de Bois-Corbon (commune de Saint-Prix), de la première station expérimentale de l’INRA consacrée à l’élevage. Il y développe des travaux sur l’alimentation du porc et met au point une méthode de sélection fondée sur les performances d’engraissement et sur l’appréciation normalisée des carcasses.
En 1947, il est nommé chargé de recherches. Dans les années suivantes, il étudie l’organisation et l’orientation des recherches zootechniques à l’étranger, notamment au cours de fréquentes missions au Danemark, aux Pays-Bas, en Allemagne et en Suède, puis, en 1950, aux États-Unis. Fort de ces expériences, il assure, avec Charles Thibault, futur directeur général du CNRS, la conception et la mise en œuvre de l’ensemble des recherches zootechniques lors de la création, effective en 1951, du Centre national de recherches zootechniques (CNRZ) à Jouy-en-Josas. Il y dirige ensuite la Station de recherches sur l’élevage, avec les grades successifs de maître de recherches (1952) et de directeur de recherches (1959).
En 1961, il devient inspecteur général et parvient ainsi à la direction scientifique de l'INRA. Aux côtés de Jean Bustarret, il prend en charge progressivement les secteurs de la zootechnie, des industries du lait et de la viande, de l’économie et de la sociologie, et des relations internationales. En 1964, s’y ajoute l’hydrobiologie lorsque le ministre de l’Agriculture Edgard Pisani décide de transférer à l’INRA toutes les recherches relevant de la direction des Eaux et Forêts. Dans ces fonctions, il anime l’expansion des recherches animales, que vient consacrer l’ouverture de nouveaux centres de recherche en Guadeloupe et en province (à Clermont-Ferrand et à Tours, puis à Rennes et à Toulouse), sur fond de rééquilibrage géographique impulsé par le Plan.
En février 1975, il accède à la direction générale de l’INRA, en remplacement de Jean-Michel Soupault, ancien gouverneur des colonies. Il s’efforce alors d’asseoir l’influence des chercheurs sur la définition des politiques agricoles, mais se heurte aux restrictions budgétaires et à la multiplication des recrutements temporaires et des thèmes de recherche proposés par diverses autorités gouvernementales.
En janvier 1978, il présente sa démission après avoir été déçu une nouvelle fois du budget proposé pour son établissement. Il ne quitte toutefois son poste qu’en juillet, après les élections législatives, à la demande du ministre de l’Agriculture Pierre Méhaignerie, qui désigne Jacques Poly pour lui succéder. En 1979, il remet encore un rapport sur les recherches de l’INRA dévolues aux productions méditerranéennes.
Tout au long de son parcours à l’INRA, il noue des relations étroites avec les organisations professionnelles agricoles. Après avoir soutenu le mouvement des Centres d’études techniques agricoles (CETA), il s’implique fortement, à partir des années 1960, dans le développement des instituts techniques. En 1961, il contribue ainsi grandement à la création de l’Institut technique du porc (ITP), avant d’être nommé, lors de sa mise en place en 1962, président du Conseil scientifique de l’Institut technique de l’élevage bovin (ITEB).
Dans les années 1960-1970, il est associé à la conception et à la coordination des politiques nationales de recherche, notamment au sein du Commissariat général du Plan et de la Délégation générale de la recherche scientifique et technique (DGRST). De 1972 à 1975, il siège au Comité consultatif de la recherche scientifique et technique (CCRST). Fin 1972, il est désigné pour participer, en cette qualité, à l’ouverture de l’Exposition scientifique française de Pékin, avec quelques autres personnalités, dont Pierre Aigrain et Hubert Curien, futurs ministres de la Recherche.

## Fonctions administratives aux niveaux national, européen et international
Du milieu des années 1970 au début des années 1990, il remplit des missions d’administration et d’expertise auprès de divers établissements et organismes publics, et ce aux niveaux national, européen et international.

### Niveau national
Sur le plan national, il exerce en premier lieu des responsabilités dirigeantes dans plusieurs établissements d’enseignement supérieur et de recherche. De 1976 à 1980, il préside le conseil chargé de superviser la création d’une université en Corse, puis, de 1982 à 1992, le conseil d’administration de l'École nationale supérieure agronomique de Toulouse (ENSAT). En 1989, il est aussi nommé au conseil général de l'Institut national agronomique Paris-Grignon (INA-PG).
Après l’arrivée de la gauche au pouvoir, à l'automne 1981, Jean-Pierre Chevènement, ministre de la Recherche et de la Technologie, le charge d’une mission d'étude sur le Centre de documentation scientifique et technique (CDST) du CNRS.
Au cours des années suivantes, il se voit confier la présidence des conseils d'administration du Centre du machinisme agricole, du génie rural, des eaux et des forêts (CEMAGREF) (1982-1985) et de l'Office national des forêts (ONF) (1984-1985). Du fait de cette dernière fonction, il est appelé à participer à l’organisation de la Conférence Silva sur l’arbre et la forêt, tenue à Paris en février 1986.
De 1983 à 1985, il est par ailleurs membre de la section des Travaux publics du Conseil d'État, avant de rejoindre, de 1991 à 1993, celle de l’Agriculture et de l'Alimentation du Conseil économique et social, où il est chargé d’un rapport intitulé L'agriculture française et l’agriculture des autres pays méditerranéens : complémentarités et concurrences.
À partir de 1981, il est membre de l'Académie d'agriculture de France, qu'il préside en 1999.

### Niveau européen
À l’échelon européen, il contribue à la création, officialisée en 1974, du Comité permanent de la recherche agricole (CPRA) auprès de la Commission des Communautés européennes. De 1979 à 1983, il se voit confier plus particulièrement, dans le cadre du CPRA, l’animation scientifique du groupe « Agriculture méditerranéenne » (Agrimed).
De 1981 à 1983, il est appelé, toujours à Bruxelles, en qualité de conseiller spécial d’Edgard Pisani, commissaire européen chargé du Développement. Il s’applique alors, dans le contexte de l’adoption d’un premier programme-cadre pour la recherche et le développement technologique (PCRD), à redéfinir la doctrine européenne de coopération scientifique avec les pays en développement, au premier rang desquels les pays d’Afrique, des Caraïbes et du Pacifique (ACP) signataires des accords de Lomé. À rebours du versement de subventions modiques et accidentelles, il plaide en faveur du « renforcement d’un potentiel scientifique et technique endogène », les systèmes nationaux de recherche ayant vocation à assurer la relève des institutions internationales ou européennes héritées de la période coloniale.

### Niveau international
Son intérêt marqué pour l’agriculture méditerranéenne l’amène à assumer en parallèle des fonctions dirigeantes au sein du Centre international de hautes études agronomiques méditerranéennes (CIHEAM), dont il conseille l'Institut de Saragosse depuis sa création en 1963. De 1978 à 1985, il en préside le Comité consultatif scientifique, avant d'en devenir, de 1985 à 1991, le secrétaire général.

## Missions à titre privé
Au début des années 1990, il accomplit plusieurs missions à titre privé.
En 1992, dans le cadre des Groupes d’études et de mobilisation (GEM) lancés par Édith Cresson, il accepte de présider un groupe de travail sur les biotechnologies et leurs enjeux pour les industries agroalimentaires, composé d’une vingtaine de membres issus de l’industrie, de la recherche et de l’administration.
Peu après, il se rend par deux fois en Mauritanie, fin 1992 et fin 1993, pour y mener une action de coopération, financée par la Caisse française de développement, visant à accompagner la réorganisation du ministère du Développement rural et de l’Environnement de ce pays.

## Engagement au Parti socialiste
Parallèlement à ses différentes fonctions professionnelles, il participe régulièrement aux activités de la Section française de l’Internationale ouvrière (SFIO), à laquelle il adhère dès 1936, puis du Parti socialiste (PS). Au sein des commissions Agriculture, Recherche et Tiers-Monde, ou dans un contexte plus informel, il rédige de nombreux rapports et notes, parmi lesquels le manifeste Pour une autre agriculture avec les socialistes édité à l’occasion de l’élection présidentielle de 1981. Dans les années 1960, et surtout 1970, il prépare également, pour le compte d’une douzaine de parlementaires, des dizaines de questions écrites au gouvernement, portant sur les moyens alloués à l’INRA ou sur les grandes orientations de la politique agricole. « Viscéralement socialiste », il revendique ainsi dans ses mémoires le « couplage de [s]es préoccupations professionnelles et de [s]on engagement politique » comme « une constante de [s]a vie active ».

## Décorations
- Officier de la Légion d'honneur
- Grand-croix de l'ordre national du Mérite
- Commandeur de l'ordre des Palmes académiques
- Commandeur de l'ordre du Mérite agricole

## Archives
En 2012, Raymond Février a fait don de ses archives aux Archives nationales. Elles y sont conservées sous le numéro de versement 20170135.
Le 21 novembre 2018, une rencontre intitulée Raymond Février. Archives, histoire et mémoire d'une figure de l'INRA a été organisée aux Archives nationales par cette institution et le Comité d'histoire de l'INRA, en partenariat avec l'Académie d'agriculture de France et le Laboratoire d'études rurales de l'Université Lumière-Lyon-II.